# Richard William Southern
Richard William Southern (Newcastle upon Tyne, 8 febbraio 1912 – Oxford, 6 febbraio 2001) è stato uno storico e medievista inglese, docente all'Università di Oxford.

## Biografia
Richard William Southern nacque a Newcastle upon Tyne l'8 febbraio 1912 e studiò alla Royal Grammar School di Newcastle e al Balliol College di Oxford, dove si laureò in storia con il massimo dei voti. A Oxford, i mentori di Southern furono Sir Maurice Powicke e Vivian Hunter Galbraith. In seguito, fu fellow del Balliol dal 1937 al 1961 (dove insegnò insieme a Christopher Hill), professore di storia moderna nella cattedra intitolata in onore di Henry Chilele a Oxford dal 1961 al 1969 e, dal '69 al 1981, presidente del St John's College di Oxford. Dal 1969 al 1973 fu presidente della Royal Historical Society.[2]
Nel 1987 Southern ricevette il Premio Balzan per la storia medievale. Fu nominato cavaliere nel 1974.
Si spense a Oxford il 6 febbraio 2001. Suo figlio, il dottor Peter Campbell David Southern, fu preside della Bancroft's School e del Christ's Hospital.[3]
Southern è uno dei 20 studiosi medievali presentati nel volume di Norman Cantor Inventing the Middle Ages : The Lives, Works and Ideas of the Great Medievalists of the Twentieth Century. Cantor considera The Making of the Middle Ages di Southern uno dei due migliori libri in volume unico sul Medioevo scritti nel XX secolo per aver ispirato una rivoluzione nella medievistica. Tuttavia, Southern rifiutò di dirigere tale rivoluzione formando un istituto di ricerca programmatico. Cantor lo descrive in termini arturiani, con un gruppo di devoti (di cui era parte lo stesso Cantor) che circondarono il loro maestro dopo la pubblicazione di The Making of the Middle Ages. Come la leggenda arturiana, la storia di Southern non ha un lieto fine e Cantor descrive il suo senso di delusione quando Southern si rivelò non essere all'altezza delle sue aspettative.
Oltre all'influenza esercitata dalle sue opere, Southern ebbe diversi studenti di spicco che estesero la sua influenza nella generazione successiva. Robert Bartlett e R. I. Moore, ad esempio, hanno condiviso l'interesse di Southern per lo sviluppo dell'Europa nell'Alto Medioevo, mentre Valerie Flint ha manifestato alcune delle tendenze di Southern all'iconoclastia.

## Pubblicazioni
The Making of the Middle Ages (del 1953) è stata un'opera fondamentale, che ha consolidato la reputazione di Southern come medievista. Quest'opera pionieristica, che tratteggia le principali personalità e influenze culturali che plasmarono il carattere dell'Europa occidentale dalla fine del X all'inizio del XIII secolo e descrive lo sviluppo delle istituzioni sociali, politiche e religiose, ha aperto nuovi orizzonti nella storia medievale ed è stata tradotta in molte lingue. L'ultimo capitolo del libro (un capitolo dedicato alla spiritualità) è stato spesso accreditato per aver contribuito a rendere popolare la tesi secondo cui nell'XI secolo:
(R. W. Southern, The Making of the Middle Ages, 1953)
Le idee di Southern sono state fondamentali per generazioni di studiosi della spiritualità medievale, aiutandoli a costruire un quadro di quella che chiamano pietà affettiva, una forma di preghiera mista a meditazione carica di emozioni e per lo più incentrata sulla Passione di Gesù.
Southern ha apportato importanti contributi alle aree da lui studiate e non ha avuto paura di attaccare punti di vista consolidati. Le monografie di Southern su sant'Anselmo e Roberto Grossatesta, ad esempio, hanno avuto un'influenza significativa sulla loro storiografia. Senza mai temere le controversie, Southern rivide profondamente la cronologia della vita di Grossatesta. Inoltre, Southern lo vedeva come una figura particolarmente inglese (in contrasto con gli studi precedenti, che avevano visto i legami di Grossatesta con le scuole francesi come particolarmente importanti). Southern adottò anche una linea revisionista nella sua reinterpretazione della scuola di Chartres, un'argomentazione enunciata prima nel suo Medieval Humanism ("Umanesimo medievale") e poi perfezionata nel suo Scholastic Humanism and the Unification of Europe ("Umanesimo scolastico e l'unificazione dell'Europa"). Southern sosteneva che gli studiosi del XIX e dell'inizio del XX secolo avevano trasformato la scuola di Chartres” in un edificio romantico di dimensioni sproporzionate rispetto alle evidenze documentali. Secondo Southern, le figure della scuola di Chartres erano in realtà molto più attive a Parigi che a Chartres stessa; Chartres aveva effettivamente una scuola, ma che non superava le dimensioni abituali delle scuole cattedrali dell'epoca. L'approccio revisionista o iconoclasta di Southern fu portato avanti da alcuni dei suoi studenti. Valerie Flint, ad esempio, tentò di apportare revisioni significative all'interpretazione comune di Anselmo di Laon.
L'ultima opera di Southern, Scholastic Humanism and the Unification of Europ, era purtroppo destinata a rimanere incompiuta a causa della sua morte. Southern non riuscì mai a terminare il terzo volume dell'opera. I primi due volumi rappresentano tuttavia un importante contributo all'erudizione medievale. Nell'opera, Southern sostiene che, a partire dal XII secolo, gli studiosi medievali aspiravano a sistematizzare tutta la conoscenza umana in un sistema completo. Inoltre, questa visione erudita (l'"umanesimo scolastico" del titolo) avrebbe avuto un'influenza importante sulla cultura occidentale al di là delle scuole, in quanto gli studiosi e gli uomini istruiti uscirono da queste ultime per assumere ruoli importanti nel governo e nella Chiesa.
Oltre a queste opere principali, Southern scrisse anche diversi lavori che non ebbero altrettanta influenza sull'erudizione medievale. Il suo breve Western Views of Islam in the Middle Ages rappresentò uno sforzo relativamente precoce per descrivere gli atteggiamenti medievali nei confronti dell'islam, identificando tre fasi nel loro sviluppo. Il suo Medieval Humanism and Other Studies enuncia per la prima volta alcuni temi che sarebbero poi stati sviluppati in Scholastic Humanism. Il suo Western Society and the Church in the Middle Ages è un'indagine manualistica come The Making of the Middle Ages, ma non ricevette la stessa attenzione dei suoi lavori precedenti.

## Opere
- Ranulf Flambard and Early Anglo-Norman Administration, Alexander Prize Essay (Transactions of the Royal Historical Society, December 1933)
- The Making of the Middle Ages (Yale University Press, 1953)
- Western Views of Islam in the Middle Ages (Harvard University Press, 1962)
- The Life of St Anselm, Archbishop of Canterbury, by Eadmer (as editor and translator) (Nelson, 1962; 2nd ed. 1972)
- St Anselm and His Biographer: A Study of Monastic Life and Thought 1059–c.1130 (Cambridge University Press, 1963)
- Western Society and the Church in the Middle Ages (Penguin, 1970)
- Medieval Humanism and Other Studies (1970)
- Robert Grosseteste: The Growth of an English Mind in Medieval Europe (Oxford University Press, 1986, 2nd ed. 1992) review
- St. Anselm: A Portrait in a Landscape (Cambridge University Press, 1992)
- Scholastic Humanism and the Unification of Europe, Vol. I and  Vol. II (Wiley, 1997, 2001)
- History and Historians: Selected Papers of R. W. Southern, edited by Robert Bartlett (Blackwell Publishing, 2004)